# Gewinne im Schweizer Regionalverkehr
Gewinne im Schweizer Regionalverkehr sind Überschüsse, die Transportunternehmen in der Schweiz im abgeltungsberechtigten Regionalverkehr erzielen. Das Erzielen von Gewinnen im Regionalverkehr durch die Anbieter von öV-Leistungen ist umstritten.

## Rückblick

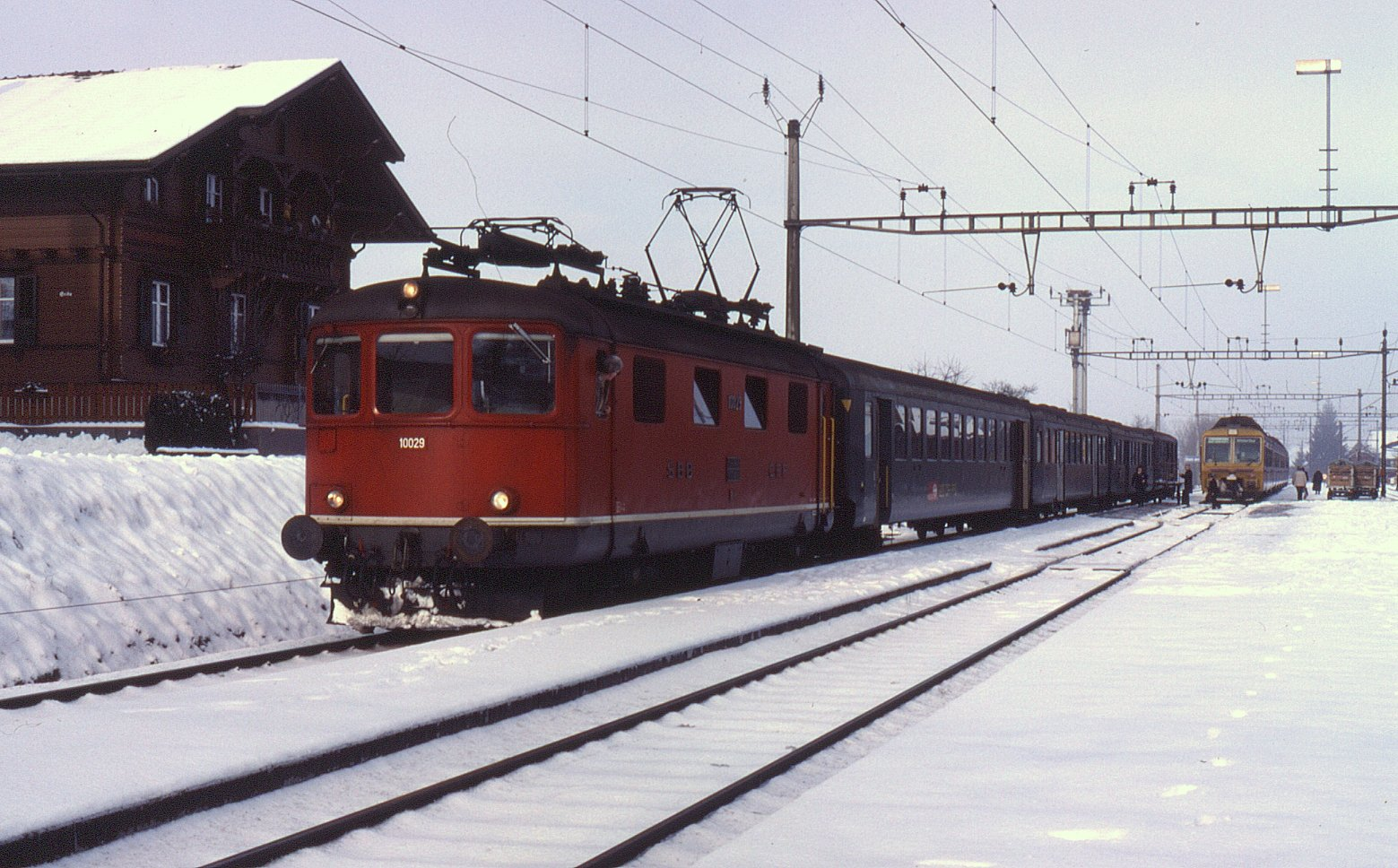
Regionalzug der SBB 1991

1996 erfolgte die Revision des Eisenbahngesetzes (EBG), welches u. a. die Finanzierung des Regionalverkehrs regelte. Vor dieser Revision wurden die Defizite im öffentlichen Verkehr unterschiedlich und im Nachhinein gedeckt: Bei den SBB trug diese der Bund über den Leistungsauftrag an die SBB, bei den regionalen KTU die Kantone. Die Defizite von Postauto wurden durch die interne Quersubventionierung der damaligen Post-, Telefon- und Telegrafenbetriebe – vornehmlich aus den Gewinnen des Telefonbetriebs – gedeckt.

## Aktuelle Lage
Die Revision des Eisenbahngesetzes hatte im Regionalverkehr tiefgreifende Änderungen zur Folge. Die sogenannte «Harmonisierung der Finanzströme» bezweckte, dass sämtliche Leistungen im Regionalverkehr, unabhängig ob sie von SBB, KTU oder Postauto erbracht werden, durch Bund und Kantone als Besteller der Leistungen gemeinsam abgegolten werden. Durch das «Bestellprinzip» wurden die Defizite nicht mehr im Nachhinein aufgrund einer präsentierten Rechnung gedeckt, sondern die Anbieter von Regionalverkehrsleistungen offerieren ihre Leistungen im Voraus aufgrund einer Planrechnung. In der Planrechnung wurden die für das kommende Jahr geplanten Kosten für Personal, Fahrzeuge und Verwaltung den geplanten Einnahmen, namentlich aus dem Verkauf von Fahrausweisen und Abonnementen, gegenübergestellt. Die resultierende Differenz, die sogenannten «ungedeckten Kosten des Verkehrsangebots» (Defizit) bildet den Gegenstand der von Bund und Kantonen geleisteten Abgeltung.
Beim Bestellprinzip besteht die Gefahr, dass die effektiven Kosten, z. B. aufgrund des gestiegenen Treibstoffpreises, höher bzw. die effektiven Erträge aus Fahrgasteinnahmen tiefer ausfallen, als diese in der Planrechnung kalkuliert wurden. Diese Verluste müssen die Transportunternehmen selber tragen, da eine nachträgliche Defizitdeckung gemäss Gesetz ausgeschlossen ist. Zur Abfederung dieser Risiken wurde im Eisenbahngesetz und später im Personenbeförderungsgesetz (PBG) die Gewinnverwendung geregelt. Allfällige Gewinne müssen zu zwei Drittel zweckgebunden den Reserven zugewiesen werden.
Bund und Kantone anerkennen die geplanten Kosten (nicht die effektiven) als abgeltungsberechtigt.  Da die geplanten Kosten und Erträge praktisch nie den effektiven Kosten und Erträgen entsprechen, können die Unternehmen im Regionalverkehr Gewinne, aber auch Verluste erzielen. Die Höhe der Abgeltung ist das Resultat von Verhandlungen zwischen Bund und Kantonen einerseits und den Transportunternehmungen andererseits. Postauto und der Verband des öffentlichen Verkehrs forderten die Möglichkeit, einen angemessenen Überschuss zu erwirtschaften, um Innovation und Unternehmertum zu ermöglichen. Einige Kantone und der Preisüberwacher befürchten, dass in den Offerten die Kosten zu hoch und Erlöse zu tief geschätzt werden oder dass Dividenden ausgeschüttet werden. Am 12. Juni 2020 lockerte der Bundesrat die Gewinnregel sanft. Die Transportunternehmen können die Gewinne von denjenigen Linien frei verwenden, die ausgeschrieben worden sind.

## Ausschreibung einzelner Linien

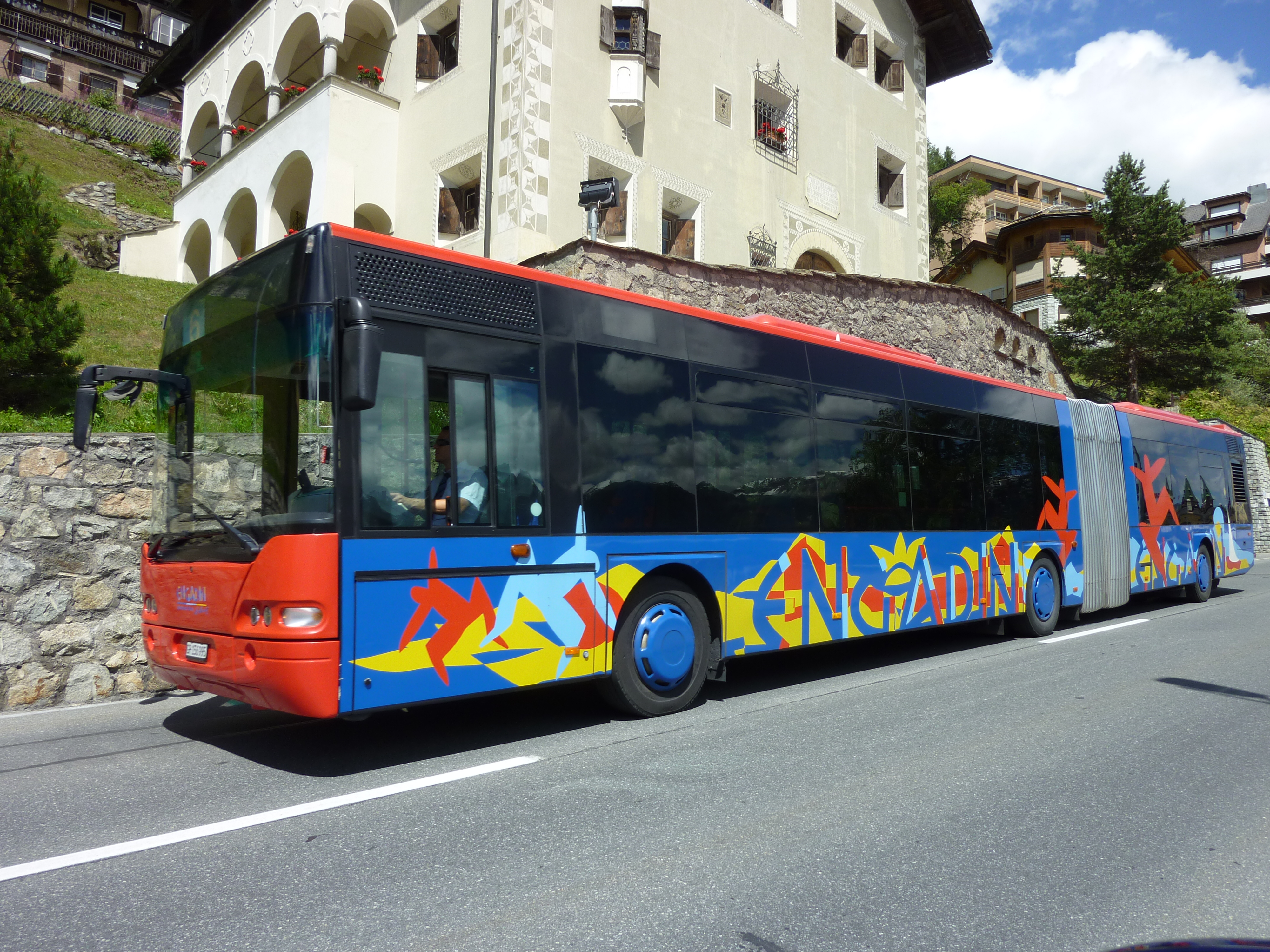
Neoplan Centroliner der Engadin Bus in St. Moritz.
1999 verlor Postauto die Linien im Oberengadin an den Stadtbus Chur, der seither das Netz unter der Marke Engadin Bus betreibt.

Eine weitere fundamentale Neuerung betraf die Einführung von Wettbewerb unter den Transportunternehmungen – namentlich im Busbereich. Die Besteller, Bund und Kantone, können seither einzelne Linien oder Liniennetze im Regionalverkehr in Konkurrenz ausschreiben und an den günstigsten Anbieter vergeben. Diese Wettbewerbssituation sowie das Bestellprinzip bergen jedoch Risiken für die Transportunternehmungen.
In einigen Fällen hat die Ausschreibung von Busnetzen hohe Wellen geworfen:

### Oberengadin
Gegen Ende der 1990er-Jahre war der Kreis Oberengadin mit den Leistungen des Postautos unzufrieden. Die Post tat sich zunehmend schwer, auf externe Anregungen einzugehen. So kam es im Oberengadin weder zum Einsatz von Niederflurbussen noch zur Einführung von Liniennummern. Mit einer Ausschreibung versuchte der Kreis, dem Angebot mit dem besten Preis-Leistungs-Verhältnis zum Durchbruch zu verhelfen. Am 28. Juni 1999 vergab der Kreis den Auftrag an den Stadtbus Chur. Mit einem jährlichen Zuschussbedarf von 5,2 Millionen Franken hat das Angebot der Post die Offerte des Stadtbusses um 1,1 Millionen übertroffen.
Der Start des neuen Engadin-Busses verlief stürmisch. Die Zahl der Busse war zu gering veranschlagt und es mussten Fahrzeuge angemietet werden. Das neu rekrutierte Personal war oft wenig qualifiziert und sprachunkundig. Die schwierige Personalsituation lässt sich mit den hohen Lebenshaltungskosten im Oberengadin und den gegenüber Postautochauffeuren geringeren Zulagen begründen.

### Sarganserland

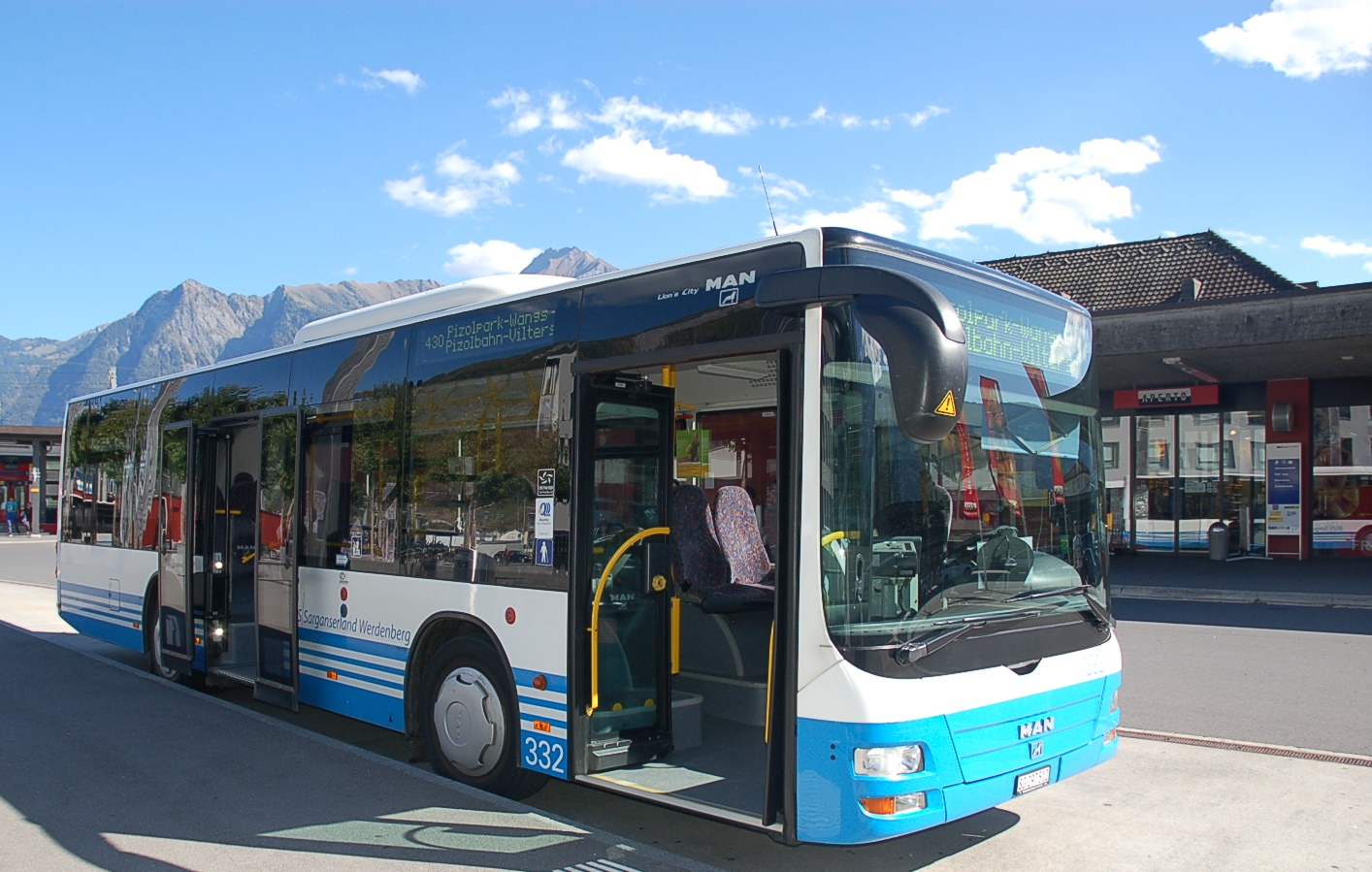
Fahrzeug der Bus Ostschweiz in Sargans

Der Kanton St. Gallen entwickelte 2005 ein Benchmarksystem, das die Kosten und die Qualität im öffentlichen Verkehr neu gewichtete. Dabei schnitt das Sarganserland am schlechtesten ab. Weil Postauto am Preis festhielt, schrieb der Kanton das Busnetz aus. 2006 schwenkte Postauto um und offerierte die bisherigen jährlichen Leistungen mit 4,4 Millionen statt vorher rund 5,5 Millionen Franken. Den Auftrag erhielt die Bus Ostschweiz, an der die Österreichische Postbus eine Minderheitsbeteiligung hielt. Deren Angebot lag nochmals um eine halbe Million Franken tiefer. Die Region und die sieben betroffenen Postautohalter waren entrüstet, Politiker reichten mehrere Vorstösse ein.

### Liechtenstein
Die verlorenen Linien im Sarganserland hatten Postauto wachgerüttelt. Bei der Neuausschreibung 2010 in Liechtenstein sollte sich die Niederlage nicht wiederholen. Die 2001 gegründete Postauto Liechtenstein, eine Tochter von Postauto Schweiz, setzte sich gegen die Konkurrenten aus Liechtenstein, der Schweiz und Österreich durch. Seit 2021 wird deren Netz von BOS PS Anstalt betrieben. Das Geschäft ist jedoch defizitär, weshalb Bus Ostschweiz (Mehrheitsaktionärin der BOS PS Anstalt) 2023 versuchte, den Vertrag nachzuverhandeln.

## Postauto-Skandal

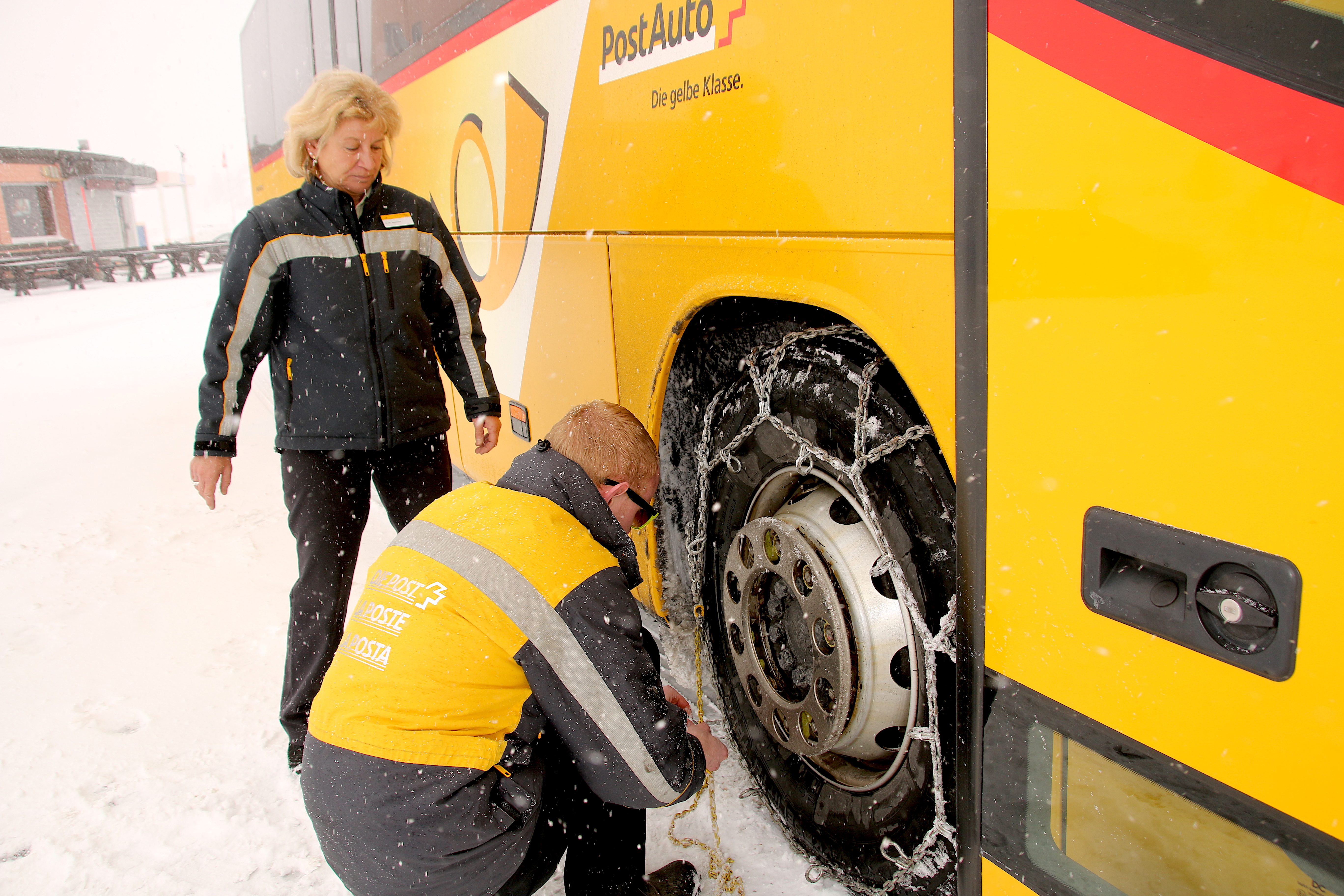
Postautochauffeur beim Montieren von Schneeketten.
2018 geriet Postauto Schweiz durch den Subventionsskandal ins Schleudern.

2018 geriet Postauto Schweiz in die Schlagzeilen, weil das Unternehmen durch mutmasslich gesetzeswidrige Umbuchungen im Verlaufe mehrerer Jahre 78,3 Millionen Franken zu viel Abgeltungen erhalten hatte. Der Preisüberwacher bemerkte bereits 2012 Unregelmässigkeiten bei den Buchungen. Das Bundesamt für Verkehr hatte jedoch die nötigen Untersuchungen unterlassen.
Die Post setzte die Subventionsgelder auch ein, um in Liechtenstein Verluste ihrer Tochtergesellschaft zu decken. Laut dem vom Verwaltungsrat der Post in Auftrag gegebenen Untersuchungsbericht zur Postautoaffäre flossen zwischen 2006 und 2011 etwa 17 Millionen Franken aus der Schweiz nach Liechtenstein.
2020 wurde bekannt, dass auch BLS und SBB zu hohe Subventionen bezogen hatten. Die BLS rechneten von 2011 bis 2018 in ihren Offerten mit zu tiefen Erlösen aus dem Tarifverbund Libero. In der Folge bezahlten Bund und Kantone zu hohe Abgeltungen. Die SBB verbuchten Einnahmen des Tarifverbundes Z-Pass falsch. Die BLS musste ungerechtfertigt bezogene Abgeltungen im Umfang von 43,6 Millionen Franken zurückzahlen, die SBB 7,4 Millionen Franken. 2021 wurde Bus Ostschweiz vorgeworfen, Subventionen von 5,5 Millionen Franken zu Unrecht bezogen zu haben. Die St. Galler Kantonsregierung gab im nächsten Jahr bekannt, sie wolle ihren 40,9-Prozent-Anteil am Bus Ostschweiz abstossen.